# Fly (banda)
Fly foi uma boy band brasileira formada em 2013 por Paulo Castagnoli (Campo Largo, 28 de setembro de 1990), Caíque Gama (São Paulo, 19 de fevereiro de 1995) e Nathan Barone (São Paulo, 10 de junho de 1992). Natan deixou o projeto em 2016 e o grupo chegou ao fim em 2019.

## Carreira
Em 2012 Paulo e Caíque se conheceram através de vídeos cantando na internet e, após se tornaram amigos, decidiram montar em 2013 uma boy band inspirada em One Direction e The Wanted, que estavam em alta no mercado internacional aquele ano. Procurando um terceiro membro eles conheceram Nathan, que havia particulado do Ídolos, e o convidaram para formarem juntos o Fly. O primeiro single do trio  "Quero Você" foi lançado no dia 9 de maio de 2013, se tornando um grande sucesso na internet. No dia 28 de maio do mesmo ano, lançaram "Seus Detalhes", cujo clipe foi produzidos por eles mesmos.
Com todo o sucesso na internet, a banda chamou atenção da gravadora MAXIMO, fazendo os meninos assinarem contrato com o selo. Em setembro de 2013 foi lançado o single "Carta de Fã". O primeiro álbum da banda foi lançado em dezembro de 2013 auto-intitulado "Fly". Em 2015, lançaram o EP "Mais Um" com 5 faixas, que contou como single de maior exito a canção "Cabelos de Algodão". No mesmo ano, a faixa "O Que Você Tem" do EP entrou para trilha sonora da telenovela Malhação: Seu Lugar no Mundo. Em maio de 2016, assinaram contrato com a gravadora Angorá Music e lançaram um segundo EP denominado "Volume III". Em julho do mesmo ano, o trio comunicou que Nathan havia saído do grupo para seguir carreira solo.
Sendo assim o grupo se tornou um duo, e em 2017 assinaram contrato com a gravadora Universal Music e lançaram em parceria com o cantor colombiano Sebastian Yatra, a versão em português do single do sucesso "Traicioneira". No mesmo ano foi lançado o EP "Somos Um" com 5 músicas inéditas. Em 2018 lançaram um EP homônimo. No mesmo ano foram lançados os singles "Pausa e Play" e "Acelera" que contou com a participação do grupo Bonde da Stronda e Dalto Max.

## Discografia

### Álbuns de estúdio
| Álbum | Detalhes                                                                              |
| ----- | ------------------------------------------------------------------------------------- |
| Fly   | - Lançado: 10 de dezembro de 2013 - Formato: CD, download digital - Gravadora: Maximo |

### Extended plays(EPs)
| Álbum      | Detalhes                                                                               |
| ---------- | -------------------------------------------------------------------------------------- |
| Mais Um    | - Lançado: 10 de março de 2015 - Formato: Download digital - Gravadora: Maximo         |
| Volume III | - Lançado: 27 de maio de 2016 - Formato: Download digital - Gravadora: Angorá Music    |
| Somos Um   | - Lançado: 27 de maio de 2017 - Formato: Download digital - Gravadora: Universal       |
| Fly        | - Lançado: 3 de agosto de 2018 - Formato: Download digital - Gravadora: Universal      |
| 188        | - Lançado: 22 de outubro de 2019 - Formato: Download digital - Gravadora: Independente |

### Singles
Como artista principal
| Título                                       | Ano  | Álbum                         |
| -------------------------------------------- | ---- | ----------------------------- |
| "Quero Você"                                 | 2013 | Fly                           |
| "Seus Detalhes"                              | 2013 | Fly                           |
| "Carta de Fã"                                | 2013 | Não adicionado à nenhum álbum |
| "Passo Mal"                                  | 2014 | Fly                           |
| "Você se Foi"                                | 2014 | Mais Um                       |
| "Cabelo de Algodão"                          | 2015 | Mais Um                       |
| "Teu Olhar"                                  | 2015 | Mais Um                       |
| "O que Você Tem" (part. M7EL)                | 2015 | Mais Um                       |
| "Te Vi Passar"                               | 2016 | Volume III                    |
| "Pele Morena"                                | 2017 | Somos Um                      |
| "Mais um Verão"                              | 2017 | Somos Um                      |
| "Vai Dar Certo"                              | 2018 | Fly                           |
| "Pausa e Play"                               | 2018 | Não adicionado à nenhum álbum |
| "Acelera" (com Bonde da Stronda e Dalto Max) | 2019 | Não adicionado à nenhum álbum |

Como artista convidado
| Título                                            | Ano  | Álbum                         |
| ------------------------------------------------- | ---- | ----------------------------- |
| "Traicionera" (Remix) (Sebastián Yatra part. Fly) | 2017 | Não adicionado à nenhum álbum |
| "Fogo" (Mati part. Fly)                           | 2019 | Não adicionado à nenhum álbum |
| "Manhã" (João Guilherme part. Fly)                | 2019 | Não adicionado à nenhum álbum |

### Singlespromocionais
| Título                            | Ano  | Álbum                         |
| --------------------------------- | ---- | ----------------------------- |
| "Sinal"                           | 2019 | Não adicionado à nenhum álbum |
| "Ligação"                         | 2019 | Não adicionado à nenhum álbum |
| "Sexta-feira" (com Micael e ML21) | 2019 | Não adicionado à nenhum álbum |
| "Volta"                           | 2019 | Não adicionado à nenhum álbum |
| "Todo Errado"                     | 2019 | Não adicionado à nenhum álbum |

## Prêmios e Indicações
| Ano  | Prêmio                  | Categoria                   | Nomeação           | Resultado | Ref.   |
| ---- | ----------------------- | --------------------------- | ------------------ | --------- | ------ |
| 2014 | Meus Prêmios Nick       | Revelação Musical           | Fly                | Venceu    | [ 28 ] |
| 2014 | Prêmio Jovem Brasileiro | Melhor Banda                | Fly                | Venceu    | [ 29 ] |
| 2015 | Meus Prêmios Nick       | Música do Ano               | Cabelos de Algodão | Indicado  | [ 30 ] |
| 2015 | Meus Prêmios Nick       | Gato do Ano                 | Paulo Castagnoli   | Venceu    | [ 30 ] |
| 2015 | Prêmio Jovem Brasileiro | Melhor Banda                | Fly                | Venceu    |        |
| 2016 | Kids' Choice Awards     | Artista Favorito Brasileiro | Fly                | Venceu    | [ 31 ] |
| 2016 | Prêmio Jovem Brasileiro | Melhor Banda                | Fly                | Venceu    |        |
| 2017 | Prêmio Jovem Brasileiro | Melhor Banda                | Fly                | Indicado  | [ 32 ] |
| 2018 | Prêmio Jovem Brasileiro | Melhor Banda                | Fly                | Indicado  |        |